# Saint-Clair (Vienne)
Saint-Clair è un comune francese di 206 abitanti situato nel dipartimento della Vienne nella regione della Nuova Aquitania.

## Società

### Evoluzione demografica
Abitanti censiti